# Proctacanthus daraps
Proctacanthus daraps är en tvåvingeart som först beskrevs av Walker 1849.  Proctacanthus daraps ingår i släktet Proctacanthus och familjen rovflugor. Inga underarter finns listade i Catalogue of Life.